# Sudong-myeon, Namyangju
Sudong-myeon (koreanska: 수동면) är en socken i kommunen Namyangju i  provinsen Gyeonggi i den norra delen av Sydkorea, 35 km nordost om huvudstaden Seoul.